# Zwięźla kulista
Zwięźla kulista (Manilkara bidentata) – gatunek drzewa z rodziny sączyńcowatych. Pochodzi z tropikalnej części Ameryki Południowej, rośnie też na Antylach i w Panamie.

## Morfologia
Drzewo o liściach skórzastych, jajowatoowalnych, w kolorze ciemnozielonym, od spodu zabarwionych na kolor szarobiały. Kwiaty osadzone w kątach liści. Owocem jest dwunasienna jagoda koloru brązowoczerwonego. 

## Znaczenie
Owoc jadalny, w smaku kwaskowato-słodki. Z soku rośliny uzyskuje się żywicę balatę, o właściwościach podobnych do gutaperki.